# Tenuiphantes jacksoni
Tenuiphantes jacksoni är en spindelart som först beskrevs av Schenkel 1925.  Tenuiphantes jacksoni ingår i släktet Tenuiphantes och familjen täckvävarspindlar. Inga underarter finns listade i Catalogue of Life.